# Hosejnije-je Mir Szenan
Hosejnije-je Mir Szenan (perski: حسينيه ميرشنان) – wieś w południowym Iranie, w ostanie Chuzestan, w powiecie Ramshir. W 2006 roku miejscowość liczyła 123 osoby w 24 rodzinach.